# Batasio affinis
Batasio affinis är en fiskart som beskrevs av Blyth, 1860. Batasio affinis ingår i släktet Batasio och familjen Bagridae. IUCN kategoriserar arten globalt som otillräckligt studerad. Inga underarter finns listade.